# 高商前站
高商前站（：／ Gosangjeon yeok */?）是韩国铁路的一個已停用的車站，于1971年废止。位于首尔城北区，屬於京春线。

## 历史
- 1939年7月25日：开始使用。
- 1971年10月5日：车站停用。